# Hamont-Achel
Hamont-Achel este un oraș din regiunea Flandra din Belgia. Comuna este formată din localitățile Hamont și Achel. Suprafața totală este de 43,66 km². La 1 ianuarie 2008 comuna avea o populație totală de 13.898 locuitori. 
1. ↑  Crossroad Bank of Enterprises, accesat în 28 iulie 2023